# Nikki Serlenga
Nikki Serlenga, född den 20 juni 1978 i San Diego, Kalifornien, är en amerikansk fotbollsspelare. Vid fotbollsturneringen under OS 2000 i Sydney deltog hon i det amerikanska lag som tog silver. 